# San Francisco (Córdova)
San Francisco é um município da província de Córdova, na Argentina.